# Specisism
Specisismul, discriminarea de specie, (sin.: șovinism de specie, superioritate a speciei , speciecentrism (de asemenea întâlnit și ca supremație umană ), (eng. speciesism, specieism) este un concept, care descrie o discriminare în favoarea unei specii, de obicei a speciei umane, asupra altora, în special prin exploatarea sau maltratarea animalelor de către oameni. Această discriminare implică atribuirea de drepturi și valori diferite sau de o atenție specială pentru indivizi, doar pe baza apartenenței lor la o anumită specie. Termenul este folosit mai ales de apărătorii drepturilor animalelor, care susțin că specisismul este o prejudecată similară cu rasismul sau sexismul, în care tratamentul de indivizi este bazat pe apartenența la un grup și diferențele fizice irelevante din punct de vedere moral. Argumentul este că apartenența speciilor nu are nici o semnificație morală.
Termenul specisism nu există în limba română.  Termenul este folosit  în engleză pentru a cuprinde două idei: "specisism uman", care cuprinde excluderea tuturor animalelor de la protecția oferită de oameni, iar ideea mai generală de atribuire a valorii unei ființe, pe baza apartenenței ei la o specie, astfel încât ființele umane favorizează drepturile pentru cimpanzei peste drepturilor pentru câini din cauza asemănărilor dintre om și cimpanzeu, acesta ar fi un exemplu de "specisism om-cimpanzeu."
Argumentele care contestă acest concept sunt, majoritatea, bazate pe evidența științifică, atât evoluționistă, a existenței de diferențe fundamentale între atributele speciilor, cât și cea a observării relațiilor de superioritate-inferioritate omniprezente în natură, de exemplu între prădători și victimele acestora. Sunt uneori citate inclusiv pozițiile unor religii, care spun că ființele umane au fost create ca rasă superioară în statut față de alte animale, și au primit dreptul de a le domina. Este, de asemenea, susținut că diferențele fizice dintre oameni și alte specii sunt într-adevăr relevante din punct de vedere moral, și că, pentru a nega acest lucru trebuie să te implici în antropomorfism. Astfel de susținători pot îmbrățișa în mod explicit și să accepte sarcina de specisism, argumentând că aceasta recunoaște importanța tuturor ființelor umane, și că loialitatea speciilor este justificată.

## Origini

### Originea termenului
Conceptul general de specisism este unul vechi. Paul Waldau scrie că superioritatea față de animale a fost în mod tradițional justificată susținând că ele există pentru uzul uman; Aristotel a făcut această afirmație în secolul al IV-lea î.Hr., la fel ca și Cicero în secolul I e.c..
Termenul "specisism," și argumentul că a fost pur și simplu o prejudecată, a apărut pentru prima dată în 1970 în broșura tipărită particular, intitulată "Speciesism", scrisă de psihologul britanic, Richard D. Ryder. Ryder a scris trei scrisori către The Daily Telegraph, în aprilie și mai 1969, cu critici asupra testelor făcute pe animale, bazate pe incidentele la care fusese martor în laboratoare, și s-a alăturat ulterior unui grup de intelectuali și scriitori din Oxford - comunitatea în curs de formare pentru drepturile animalelor, acum cunoscută sub numele de Grupul Oxford. Una dintre activitățile grupului a fost scrierea și distribuirea de broșuri cu privire la motive de îngrijorare, broșura despre specisism, scrisă pentru a protesta față de experimentele făcute pe animale, a fost una dintre ele.

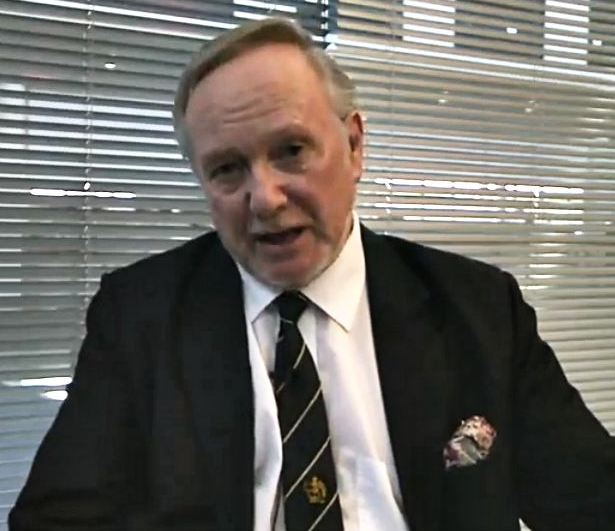
Richard D. Ryder a inventat termenul de "specisism" în 1970.

Ryder a susținut în broșura sa că: "De la Darwin, oamenii de știință au fost de acord că nu există o diferență esențială "magică" între om și alte animale, biologic vorbind. De ce atunci noi facem o distincție aproape total morală? Dacă toate organismele sunt pe același continuum fizic, atunci ar trebui și noi să fim, de asemenea, pe același continuum moral." El scria că, la acel moment, în Marea Britanie, 5.000.000 de animale au fost utilizate în fiecare an în experimente, și că încercarea de a obține beneficii pentru specia noastră prin maltratarea altora este "numai 'specisism' și prin urmare este un argument emoțional egoist mai degrabă decât unul rațional." Ryder a folosit termenul iarăși în eseul, "Experimente pe animale", în Animals, Men and Morals (1971), o colecție de eseuri cu privire la drepturile animalelor, editate de alți trei membri ai Grupului de la Oxford, studenți, absolvenți de filozofie: Stanley și Roslind Godlovitch, și John Harris. El scria:
„La fel cum ambii termeni „rasă” și „specie”, sunt termeni vag utilizați în clasificarea creaturilor vii, conform, în mare parte, aspectului fizic, la fel poate fi făcută și o analogie între ele. Discriminarea pe motive de rasă, deși universal tolerată cu două secole în urmă, este acum condamnată la scară largă. În mod similar, se poate întâmpla ca într-o bună zi mințile luminate să deteste "specisismul" la fel de mult cum după cum ei detestă acum "rasismul". Lipsa de logică în ambele forme de prejudecată este cea a felului de identificare. Dacă este acceptat ca greșit din punct de vedere moral, de a provoca în mod deliberat suferință asupra creaturilor umane nevinovate, atunci nu e decât logic de a se considera faptul că e greșit de a provoca suferință altor ființe nevinovate ale altor specii.  ... E timpul să se acționeze asupra acestei logici.”

### Răspândirea ideii

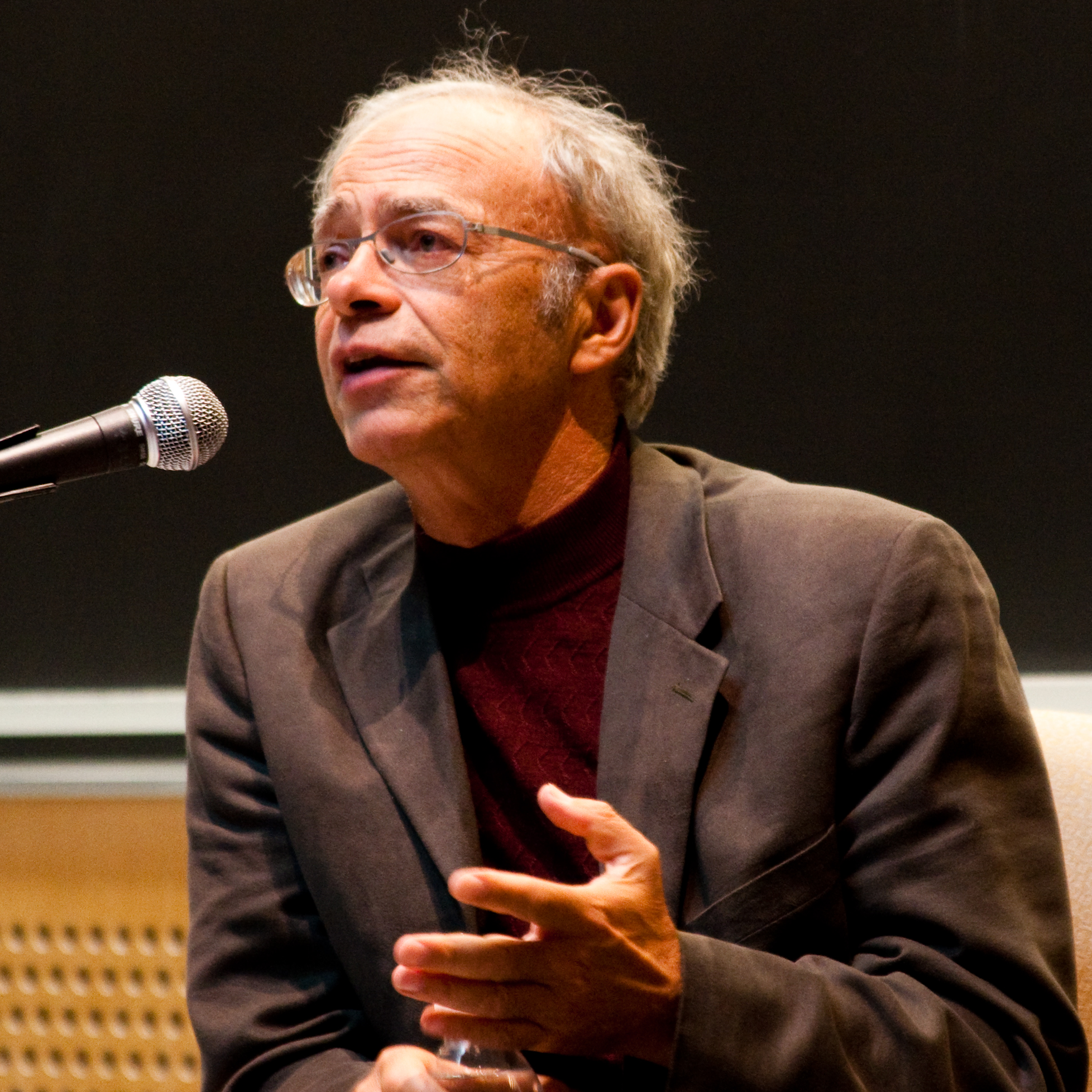
Peter Singer a popularizat termenul în cartea sa, Animal Liberation (1975).

Termenul a fost popularizat de către filozoful australian Peter Singer, în cartea sa, Animal Liberation (1975). Singer îl cunoștea pe Ryder încă de pe vremea când era student absolvent de filosofie la Oxford.  El la citat pe Ryder drept cel ce a inventat termenul și l-a folosit în titlul celui de-al cincilea capitol din cartea sa: "Dominația Omului ... un scurt istoric al specisismului", definindu-l ca "o prejudecată sau atitudine părtinitoare în favoarea intereselor membrilor unei specii, cât și împotriva membrilor altor specii":
„Rasiștii încalcă principiul egalității prin acordarea unei importanțe mai mari intereselor membrilor propriei rase atunci când există un conflict între interesele lor și interesul celor de altă rasă. Sexiștii încalcă principiul egalității prin favorizarea intereselor propriului sex. În mod similar, specisiștii permit interesul propriei lor specii să fie mai presus față de interesele membrilor altor specii. Modelul este identic în fiecare caz”.
Singer a afirmat dintr-o perspectivă preferențial-utilitară, scriind că specisismul încalcă principiul primării egale a intereselor, idee bazată pe principiul lui Jeremy Bentham: "Fiecare să conteze pentru unul, și nici unul mai mult decât unul". Singer a susținut că, cu toate că pot exista diferențe între oameni și animale, ele împărtășesc capacitatea de a suferi, și noi trebuie să acordăm o atenție egală acestei suferințe. Orice poziție care permite să fie tratate într-un mod diferit cazuri similare nu se califică ca o teorie moral acceptabilă. Termenul a ajuns popular; Singer scria că a fost un cuvânt ciudat, dar că el nu s-a putut gândi la unul mai bun. A devenit articol de dicționar în Oxford English Dictionary în 1985, definit ca "discriminare împotriva sau exploatarea de specii de animale de către ființe umane, bazată pe o presupunere de superioritate a omenirii." În 1994, Oxford Dictionary of Philosophy a oferit o definiție mai largă: "Prin analogie cu rasismul și sexismul, poziția improprie a refuzului de respect pentru vieți, demnitate sau nevoile animalelor, altele decât specia umană." 

## Critica anti-specisism

### Comuniatatea morala, argumente din cazuri marginale
Paola Cavalieri scrie că paradigma umanistă actuală este că numai ființele umane sunt membri ai comunității morale, și că toate sunt demne de o protecție egală. Membru specie, ea scrie, este ipso facto membru moral. Paradigma are o latură incluzivă (toate ființele umane merită protecție egală) și una exclusivă (numai ființele umane au acest statut).

## În media
În science-fiction și lucrările de fantezie, specisismul are un rol similar cu rasismul, discriminând alți savanți, ce se bazează pe un sentiment de superioritate. Aceasta variază de la ființe umane cu privire la ei înșiși ca fiind superiori altor ființe, alte ființe fiind superioare oamenilor, sau anumite ființe nonumane fiind superioare altor ființe nonumane. Acest lucru poate avea loc în universuri terestre, extraterestre, extragalactice sau paralele.

### Filme despre specisism
- The Animals Film (1981)
- Alien Nation (1988)
- Star Trek VI: The Undiscovered Country (1991)
- A Cow at My Table (1998)
- Meet Your Meat (2002)
- Earthlings (2005)
- Behind the Mask (2006)
- District 9 (2009)
- Peaceable Kingdom: The Journey Home (2009)
- The Cove (2009)
- The Superior Human? (2012)[15]
- Speciesism: The Movie (2012)

## Vezi și
- Antropocentrism
- Ecologie profundă
- Veganism